# Сапега, Франтишек Стефан
Франтишек Стефан Сапега (около 1646 — 25 июня 1686, Люблин) — государственный деятель Великого княжества Литовского, чашник великий литовский (1666—1670) и конюший великий литовский (1670—1686), маршалок Гродненского сейма 1678—1679 гг. Староста бобруйский и браславский.

## Биография
Представитель черейско-ружанской линии магнатского рода Сапег герба «Лис». Третий сын великого гетмана литовского и воеводы виленского Павла Яна Сапеги и Анны Барбары Копеч. Имел братьев Казимира Яна, Леона Базилия и Бенедикта Павла.
В 1661—1663 годах Франтишек Стефан Сапега учился в Лёвенском университете (Бельгия), затем вместе с братьями Павлом Яном и Бенедиктом Павлом путешествовал по странам Западной Европы, вернулся на родину в апреле 1664 года.
В 1664 году Франтишек Стефан Сапега впервые был избран послом на сейм. В 1666 году получил должность чашника великого литовского. В 1668 году был сторонником кандидатуры русского царя Алексея Михайловича на польский королевский престол. В 1669 году во время выборов короля Речи Посполитой вначале поддерживал кандидатуру пфальцского курфюрста Филиппа Вильгельма, но затем перешел на сторону Михаила Корибута Вишневецкого. В 1670 году Франтишек Стефан Сапега стал конюшим великим литовским.
В 1674 году Франтишек Стефан Сапега командовал артиллерией в битве польско-литовской армии под командованием Яна Собеского с турками под Хотином. В 1676, 1678 и 1683 годах трижды избирался послом на сеймы. В 1678—1679 годах — маршалок Гродненского сейма.
В 1683 году конюший великий литовский Франтишек Стефан Сапега участвовал в военной кампании польского короля Яна III Собеского в Словакии и Венгрии.
В 1684 году Казимир Ян и Бенедикт Павел Сапеги, старшие братья Франтишека, перешли в оппозицию к королю Речи Посполитой Яну III Собескому. Из-за этого карьерный рост Франтишека Стефана Сапеги прекратился.
25 июня 1686 года Франтишек Стефан Сапега скончался в Люблине. Был похоронен в Берёзовском монастыре картезианцев.

## Семья и дети
В 1672 году женился на княгине Анне Криштине Любомирской (ум. 1701), дочери польного гетмана коронного и маршалка великого коронного Ежи Себастьяна Любомирского (1616—1677) и Барбары Тарло (ум. 1689). Дети:
- Ян Казимир Сапега (ок. 1672 — ум. 1730), староста бобруйский, генеральный староста великопольский, гетман великий литовский и российский генерал-фельдмаршал
- Юзеф Франтишек Сапега (1679—1744), генерал-майор литовских войск и подскарбий надворный литовский
- Ежи Фелициан Сапега (1680—1750), кухмистр великий литовский и воевода мстиславский
- Франциска Изабелла Сапега, жена конюшего великого литовского и генерала польской артиллерии графа Якоба Генриха фон Флемминга

После смерти Франтишека Стефана Сапеги его жена Анна Криштина Любомирская в 1692 году вторично вышла замуж за великого канцлера литовского князя Доминика Николая Радзивилла (1643—1697).